# ジリ
ジリ（Žiri）は、スロベニアの市である。ゴレンスカ地方、ノトランスカ地方およびプリモルスカ地方の3地方の交点にあり、ポリャンスカ渓谷(Poljanska dolina)の末端、ジロフスキ盆地(Žirovski kotlin)に位置している。
伝統的な地方区分におけるゴレンスカ地方にある基礎自治体であり、スロベニアの統計上の地方区画では上カルニオラ地方に含まれている。市庁は市名と同じジリの集落に置かれている。
1994年に行われたスロベニアの自治体改革以前はシュコーフィア・ロカ市に含まれていたが、シュコーフィア・ロカ市の181の集落のうちの18の集落が独立して新たにジリ市を形成した。6月25日を市の祝日としている。

## 市の名称
ジリの集落の名称は1291年にSyrochとして言及されたのを初めとして、1307年にSeyroch、1318年にSyrochとして記録されている。スロベニアの語源学者であるマルコ・スノイは、ジリの名称は恐らく人名の短縮形である複数形の「*Žirъ」に由来しており、「'Žirとその人々」を意味しているとしている。市は名称の由来として、この地に巨大なヨーロッパブナの森林があったことからブナの実であるドングリ（スロベニア語でžir）に由来している説および、この地に湖があり湿地帯であったことからスロベニア語で湖沼を意味するMočvirjeがMočvirje→Čvirje→Žirje→Žiriと変化した説の二つを紹介しているが、スノイはドングリを由来とする説は「可能性の低い説」として紹介してる。市章は上下に区切られた後期ゴシック様式の盾形紋章であり、上部に3つのドングリが、下部には黄金のドラゴン（ズメイ）が描かれている。また、この3つのドングリは市の旗にも描かれる。

## 産業
ジリでは19世紀中ごろからの伝統産業として製靴が盛んであり、1947年に靴職人の協同組合を母体として製靴工場が設立され、1951年にアルピナへと社名変更された。アルピナはクロスカントリースキー用のブーツを主力としたウィンタースポーツ用シューズの世界的メーカーとなっている。アルピナは2022年にチェコの企業に買収されたが、その企業グループのオーナーであるFrantišek Pivodaはアルピナをスポーツ分野において確固たる地位を確立している高品質なブランドだと評価している。
ジリでは農家の副収入源として19世紀後半にボビンレース作りが行われ始めた。ジリ製のボビンレースはオーストリアやクロアチア、さらにはアメリカにまで輸出されるようになり、1900年代に入ると州当局もボビンレースの産業促進に力を入れ始めた。現代では副収入源としての産業的な役目は終えたが、芸術的な創作や技術の伝承に重きを置いた伝統文化としてボビンレース作りが続けられている。

## 集落
ジリには18の集落があり、市庁の置かれた市と同名の集落であるジリの他、以下の集落が含まれる。
- Brekovice (en:Brekovice)
- Breznica pri Žireh (en:Breznica pri Žireh)
- Goropeke (en:Goropeke)
- Izgorje (en:Izgorje)
- Jarčja Dolina (en:Jarčja Dolina)
- Koprivnik, Žiri|Koprivnik (Koprivnik)
- Ledinica (en:Ledinica)
- Mrzli Vrh (en:Mrzli Vrh, Žiri)
- Opale (en:Opale)
- Osojnica (en:Osojnica)
- Podklanec (en:Podklanec, Žiri)
- Račeva (en:Račeva)
- Ravne pri Žireh (en:Ravne pri Žireh)
- Selo (en:Selo, Žiri)
- Sovra (en:Sovra)
- Zabrežnik (en:Zabrežnik)
- Žirovski Vrh (en:Žirovski Vrh, Žiri)